# Körbe-körbe (novella)
A Körbe-körbe (Runaround) Isaac Asimov egyik novellája, melyet 1941 októberében írt, majd az Astounding magazin 1942. márciusi számában jelent meg. Megtalálható az Én, a robot és a Robottörténetek című novelláskötetekben is. Ebben a novellában szerepelt először a három törvény mindegyike.
|  | Alább a cselekmény részletei következnek! |

## Történet
2015-ben járunk, a második Merkúr-expedíciónál. Michael Donovan és Gregory Powell egyetlen robottal, Sebivel (SB–13) vállalkoztak arra, hogy felmérik a terepet: megnézik, miben lehet hasznukra a megbukott első expedíció által felépített bázis. Első lépésként Donovan elküldi Sebit szeléniumért, hogy az épület hőszigetelését rendbe tudják hozni. Csakhogy a robot nem tér vissza, hanem a lelőhely körül bolyong. A két férfi nem érti ezt, így úgy döntenek, az első expedícióról ittmaradt robotokat küldik utána. Csakhogy az első expedíció idején még küzdött a kormányok és a Frankenstein-komplexus ellen a cégük az Amerikai Robot, így ezek a robotok csak akkor hajlandóak mozogni, ha egy ember ül a nyakukban. (Mutatva, hogy a robotok milyen biztonságosak.) Ez nem jön azonban jól Donovanéknek, de így is megpróbálják elkapni Sebit. Amikor azonban hővédő ruhában a robot nyakában utazva Sebit meghallják rádiójukban, igencsak meglepődnek szavain: a robot fogócskázni akar, és nem hallgat rájuk.
Visszatérve az árnyékba megállapítják, hogy Sebi viselkedését a II. és III. törvény ütközése okozza: megparancsolták neki, hogy hozzon szeléniumot, de nem elég határozottan ahhoz, hogy a veszélyes helyre tényleg bemenjen. Két lehetőség maradt: vagy megsülnek, miután tönkremegy a hővédő pajzs, vagy pedig megpróbálják kihasználni az első törvényt. Az utóbbi mellett döntenek, így Powell kimegy a hőségbe, és Sebi előtt készül megsülni. Először úgy tűnik, a terv kudarcot vall, mivel a régi robot próbálja elkapni. Powell menekülni próbál előle, és végül Sebi elkapja és beviszi a bázisra.

## Megjelenések

### angol nyelven
1. Astounding, 1942. március
2. I, Robot (Gnome Press, 1950)
3. I, Robot (Digit, 1958)
4. The Coming of the Robots (Collier Books, 1963)
5. As Tomorrow Becomes Today (Prentice Hall, 1974)
6. Isaac Asimov (Octopus, 1981)
7. The Complete Robot (Doubleday, 1982)
8. The Robot Collection (Doubleday, 1983)
9. Hallucination Orbit: Psychology in Science Fiction (Straus # Giroux, 1983)
10. The Asimov Chronicles: Fifty Years of Isaac Asimov (Dark Harvest, 1989)

### magyar nyelven
1. Én, a robot (Kossuth, 1966, ford.: Vámosi Pál)
2. Robur #8, 1985. (ford.: Vámosi Pál)
3. Én, a robot (Móra, 1991, ford.: Vámosi Pál)
4. Sci-fi magazin, 1991. (ford.: Vámosi Pál)
5. Robottörténetek, I. kötet (Móra, 1993, ford.: Vámosi Pál)
6. Isaac Asimov teljes Alapítvány-Birodalom-Robot Univerzuma, I. kötet (Szukits, 2001, ford.: Vámosi Pál)
7. Én, a robot (Szukits, 2004, ford.: Vámosi Pál)

| Előző                   | Sorozat                                               | Következő |
| ----------------------- | ----------------------------------------------------- | --------- |
| Insert Knob A in Hold B | Robot sorozat Alapítvány–Birodalom–Robot regényciklus | Logika    |